# Headlong Flight
Headlong Flight (рус. «Стремительный полёт») — сингл рок-группы Rush, вышедший в 2012 году. Это второй сингл с альбома Clockwork Angels, выпущенного 12 июня 2012 года. Также вместе с синглом вышел официальный музыкальный клип.
Песня задумывалась как инструментальная и имела название «Take That Lampshade Off Yo Head!», но позже автор текстов песен группы Нил Пирт решил написать для неё слова.

## Участники записи
- Гедди Ли — бас-гитара, клавишные, вокал
- Алекс Лайфсон — гитара
- Нил Пирт — ударные

## Список композиций
Все тексты написаны Нилом Пиртом, вся музыка написана Алексом Лайфсоном и Гедди Ли.
| №  | Название                          | Длительность |
| -- | --------------------------------- | ------------ |
| 1. | «Headlong Flight» (Radio Edit)    | 5:08         |
| 2. | «Headlong Flight» (Album Version) | 7:20         |

## Хит-парады
| Хит-парад                                 | Позиция |
| ----------------------------------------- | ------- |
| U.S. Billboard Hot Mainstream Rock Tracks | 5       |
| Billboard Canadian Hot 100                | 84      |